# 알샤바브 알아라비 클럽
알샤바브 알아라비 클럽(아랍어: نادي الشباب العربي الرياضي)은 아랍에미리트의 축구 클럽으로 두바이를 연고로 삼고 있다. 보통 알샤바브 두바이로 불리는 이 클럽은 1958년에 창단되었다.
알샤바브는 UAE 1부 리그를 3회 우승하였고 컵 대회는 4회 우승하였다.
그리고 페르시아만 인근 국가의 클럽들이 참가하는 클럽 대항전인 걸프 클럽 챔피언스컵 대회에서의 우승과 준우승을 1회씩 차지하였다.
2017년 7월 알아흘리에 흡수 합병되었다.

## 역대 우승 기록

#### 국내
- UAE 1부 리그

우승 (3): 1990, 1995, 2008
- UAE 프레지던트컵

우승 (4): 1981, 1990, 1994, 1997

#### 아시아
- 걸프 클럽 챔피언스컵

우승 (1): 1992
- 걸프 클럽 챔피언스컵 준우승

우승 (1): 1993

## 역대 감독
| 감독                | 임기        |
| ------------------- | ----------- |
| 조 키니어           | 1983        |
| 안토니 피에흐니체크 | 1989 ~ 1990 |
| 안토니 피에흐니체크 | 1998        |
| 토니뉴 세레주       | 2008        |
| 미로슬라브 주키치   | 2017        |